# Scottish Football League 1891/92
Die Scottish Football League 1891/92 war die zweite Saison der höchsten schottischen Fußballliga. Sie begann am 15. August 1891 und endete am 24. Mai 1892. In der Saison 1891/92 traten 12 Vereine an insgesamt 22 Spieltagen gegeneinander an. Jedes Team spielte jeweils einmal zu Hause und auswärts gegen jedes andere Team. Es galt die 2-Punkte-Regel. Bei Punktgleichheit waren die Vereine (mit derselben Punktausbeute) gleich platziert.
Die Meisterschaft gewann zum  zweiten Mal in der Vereinsgeschichte der FC Dumbarton. Absteiger waren der FC Cambuslang und FC Vale of Leven, die keine Wiederwahl von den anderen Ligamitgliedern bekamen. Torschützenkönig wurde mit 23 Treffern Jack Bell vom FC Dumbarton.

## Vereine
| Verein              | Stadt           | Stadion          |
| ------------------- | --------------- | ---------------- |
| Celtic Glasgow      | Glasgow         | Celtic Park      |
| FC Abercorn         | Paisley         | Underwood Park   |
| FC Cambuslang       | Cambuslang      | Whitefield Park  |
| FC Clyde            | Glasgow         | Barrowfield Park |
| FC Dumbarton        | Dumbarton       | Boghead Park     |
| FC Renton           | Renton          | Tontine Park     |
| FC St. Mirren       | Paisley         | Westmarch        |
| FC Vale of Leven    | Alexandria      | Millburn Park    |
| Glasgow Rangers     | Glasgow         | Ibrox Park       |
| Heart of Midlothian | Edinburgh       | Tynecastle Park  |
| Leith Athletic      | Edinburgh-Leith | Beechwood Park   |
| Third Lanark        | Glasgow         | Cathkin Park     |

## Statistik

### Abschlusstabelle
| Pl. | Verein                  | Sp. | S  | U | N  | Tore    | Diff. | Punkte |
| --- | ----------------------- | --- | -- | - | -- | ------- | ----- | ------ |
| 1.  | FC Dumbarton (M)        | 22  | 18 | 1 | 3  | 079:280 | +51   | 37:70  |
| 2.  | Celtic Glasgow          | 22  | 16 | 3 | 3  | 062:210 | +41   | 35:90  |
| 3.  | Heart of Midlothian (P) | 22  | 15 | 4 | 3  | 065:350 | +30   | 34:10  |
| 4.  | Leith Athletic (N)      | 22  | 12 | 1 | 9  | 051:400 | +11   | 25:19  |
| 5.  | Glasgow Rangers (M)     | 22  | 11 | 2 | 9  | 059:460 | +13   | 24:20  |
| 6.  | Third Lanark            | 22  | 8  | 5 | 9  | 044:470 | −3    | 21:23  |
| 6.  | FC Renton (N)           | 22  | 8  | 5 | 9  | 038:440 | −6    | 21:23  |
| 8.  | FC Clyde (N)            | 22  | 8  | 4 | 10 | 063:620 | +1    | 20:24  |
| 9.  | FC Abercorn             | 22  | 6  | 5 | 11 | 045:590 | −14   | 17:27  |
| 10. | FC St. Mirren           | 22  | 5  | 5 | 12 | 043:600 | −17   | 15:29  |
| 11. | FC Cambuslang           | 22  | 2  | 6 | 14 | 021:530 | −32   | 10:34  |
| 12. | FC Vale of Leven        | 22  | 0  | 5 | 17 | 024:990 | −75   | 05:39  |

| Zum Saisonende 1890/91 |                                              |
| (M)                    | Meister des Scottish Football League 1890/91 |
| (P)                    | Pokalsieger des Scottish FA Cup 1890/91      |
| (N)                    | Neuzugang                                    |

## Wahlprozedere
Die Regularien der Scottish Football League sahen vor, dass sich am Saisonende die drei schlechtesten platzierten Teams zu Wiederwahl stellen mussten. Abgestimmt wurde auf der jährlichen Hauptversammlung der Scottish Football League, bei der zugleich über Neuaufnahmen entschieden wurde. Zusätzlich entschieden die Ligamitglieder mit 12 gegen 4 Stimmen die Meisterschaft von 12 auf 10 Teams zu reduzieren. Dementsprechend mussten die unter dem Strich verbliebene Mannschaften sich erneut um die Teilnahme bemühen.
| Verein           | # Stimmen | Ergebnis            | Liga                       |
| ---------------- | --------- | ------------------- | -------------------------- |
| FC St. Mirren    | 11        | wiedergewählt       | Scottish Football League   |
| FC Cambuslang    | 7         | nicht wiedergewählt | Scottish Football League   |
| FC Vale of Leven | 0         | nicht wiedergewählt | Scottish Football League   |
| FC Kilmarnock    | 0         | nicht gewählt       | Scottish Football Alliance |
| FC Cowlairs      | 0         | nicht gewählt       | Scottish Football Alliance |
| FC Northern      | 0         | nicht gewählt       | Scottish Football Alliance |
| FC St. Bernard’s | 0         | nicht gewählt       | Scottish Football Alliance |

## Die Meistermannschaft des FC Dumbarton
(Berücksichtigt wurden alle Spieler mit mindestens einem Einsatz)
| 1. | FC Dumbarton |
|    | - Tor: John Barr, John McLeod - Abwehr: Richard Hunter, Alex Miller, Richmond, Alf Smith, Daniel Watson - Mittelfeld: Dickie Boyle, John Gillan, Leitch Keir, Alex Lang, Alex McDonald, Tom MacMillan - Sturm: Jack Bell, W. Bell, Black, Buchan, James Galbraith, Hodge, John McIndewar, James McNaught, John Miller, Jack Taylor, Willie Thomson - Trainer: n. b. |